# Arabeske (Literatur)

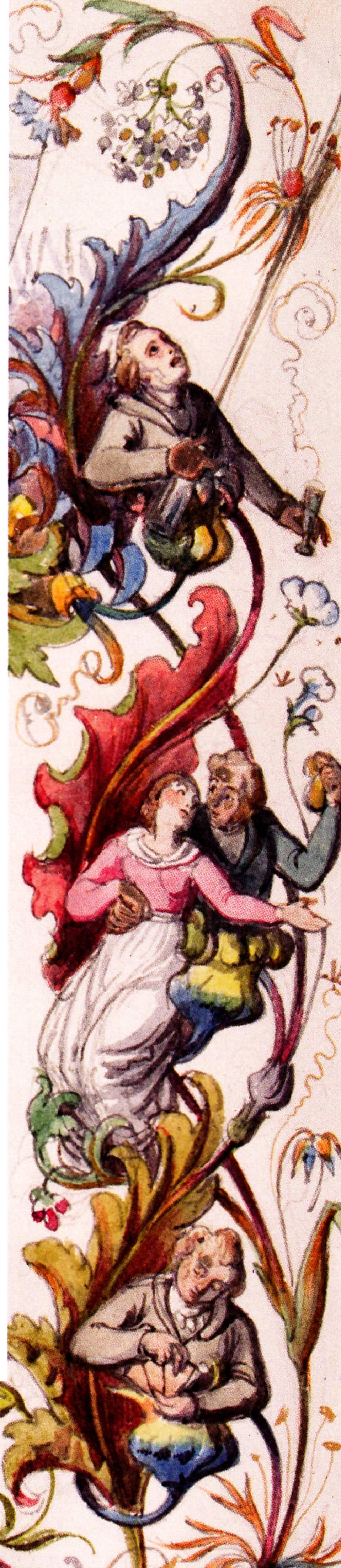
Romantische Arabeske: Randleiste von E.N. Neureuther, 1832

Friedrich Schlegel übertrug den Begriff Arabeske als erster auf die Literatur, in der sie eine durch scheinbar chaotische, naturähnliche Strukturen gekennzeichnete Form bezeichnet.
Aus Schlegels unterschiedlichen Verwendungen des Begriffes in seiner theoretisch-ästhetischen Schrift Gespräch über die Poesie (1800 im Athenaeum erschienen) lassen sich drei Arten bzw. Stufen von Arabesken herauskristallisieren:
1. die Arabeske als Naturform, als älteste und ursprünglichste Form der menschlichen Fantasie, zu einer solchen Form können auch Trivialromane meistens auf dem Wege des Naiven von selbst geraten.
2. die Arabeske als poetische Gattung, in der sich Stoff- und Formkomposition verschlingen.
3. die wahre Arabeske, ein romantischer Roman, der eine Theorie des Romans beinhaltet, einen Roman des Romans also.

In seinem fragmentarisch gebliebenen romantischen Roman Lucinde (1799) schuf Schlegel eine wahre Arabeske, insofern er die romantische Theorie des Erzählens zum Inhalt des Erzählens machte. Der Begriff der Arabeske fällt im Buch nicht, jedoch verweist eine üppige Pflanzenmetaphorik allegorisch auf ihn. Zudem bezeichnete Schlegel Lucinde selbst wiederholt als Arabeske.
In ihrer Arbeit Nicht-epische Strukturen des romantischen Romans bezeichnet Esther Hudgins neben Lucinde (Frühromantik) auch E.T.A. Hoffmanns Lebens-Ansichten des Katers Murr nebst fragmentarischer Biographie des Kapellmeisters Johannes Kreisler in zufälligen Makulaturblättern (Hochromantik) und Joseph von Eichendorffs Dichter und ihre Gesellen (Spätromantik) als Arabesken.
Auch in der aktuellen zeitgenössischen Literatur ist die Gattungsbezeichnung „Arabeske“ gelegentlich zu finden. So ist etwa Kein Mensch scheint ertrunken. Eine Arabeske von Norbert W. Schlinkert (edition taberna kritika, Bern 2016. ISBN 978-3-905846-38-6) im Sinne Friedrich Schlegels eine Arabeske der poetischen Gattung nach, in der sich Stoff- und Formkomposition verschlingen.